# El Código Blanes
El Código Blanes es una novela de ficción histórica del escritor uruguayo Marciano Durán, convertido en el libro más vendido de la temporada 2006/07.

## Reseña
«El Código Blanes. La otra historia del Uruguay.» la novela plantea desentrañar un misterio uruguayo sobre conocidos espacios del secreto (claves, simbologías, templarios y alquimistas) desde personajes conocidos como Juan Manuel Blanes, Humberto Pittamiglio, Francisco Piria, Ferrari, Carlos Vaz Ferreira y Joaquín Torres García, vinculados a hitos de la historia como los 33 orientales, su bandera y la virgen de igual nombre.
En esta historia basada en hechos reales, escrita en 33.033 palabras, Durán propone una suerte de "Grial Uruguayo" tras el cual corre un grupo de personas, entre secretos, deducciones y tecnología. 
A partir de ciertas informaciones que emparentan a Blanes con sociedades secretas muy en auge en su época, el autor comienza a tejer una trama hecha de conjeturas y datos surgidos de documentos públicos y privados. En este aspecto, se destaca el sustento historicista en la creación ficcionada. 
La aventura, que comienza trazando un paralelismo entre "El Juramento de los Treinta y Tres Orientales" de Blanes y "La última cena" de Leonardo da Vinci, agrega un CD multimedia que permite ver lo que se refiere que ven los propios protagonistas de la historia.

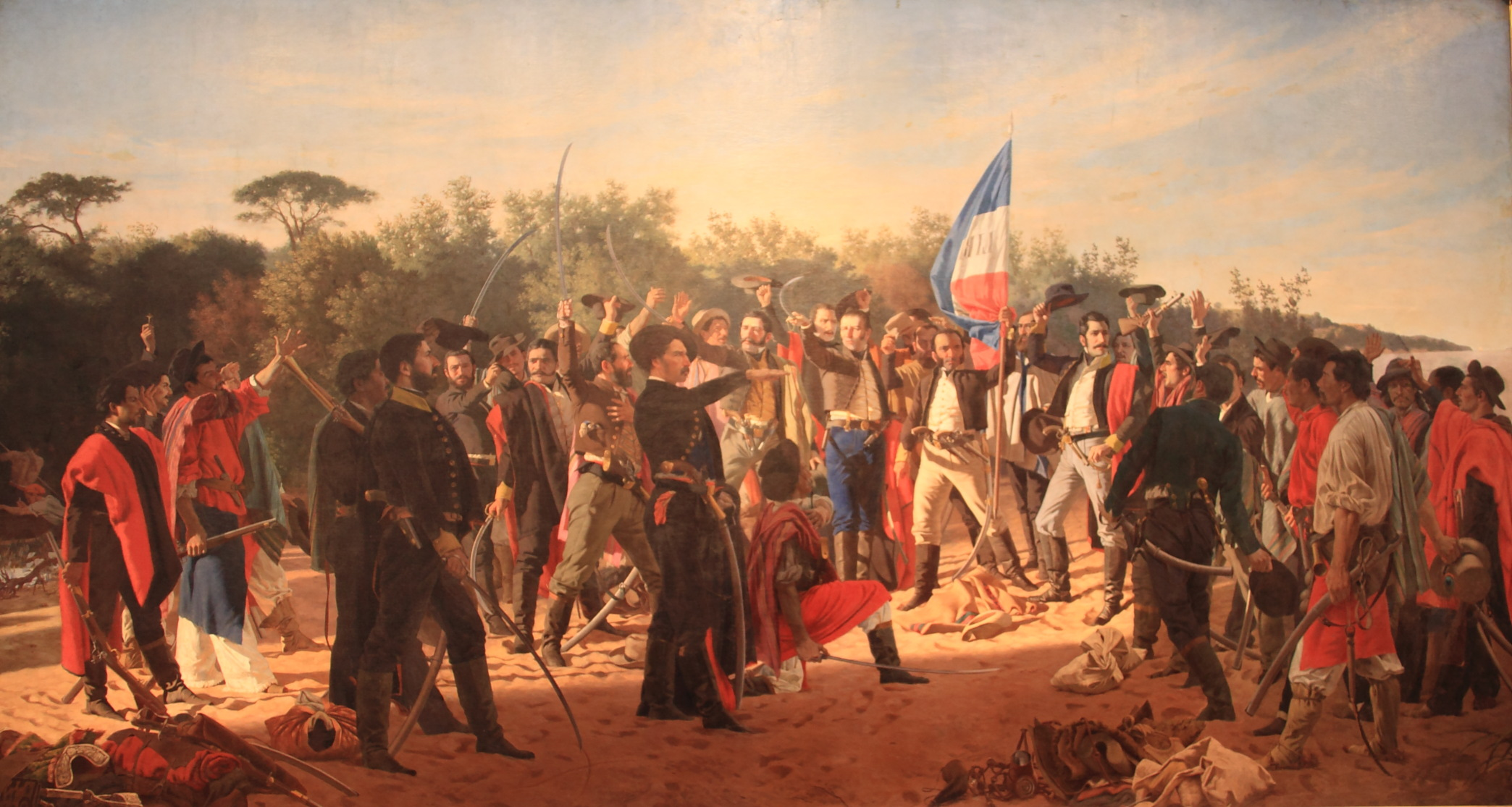
El Juramento de los Treinta y Tres Orientales, óleo de Juan Manuel Blanes.

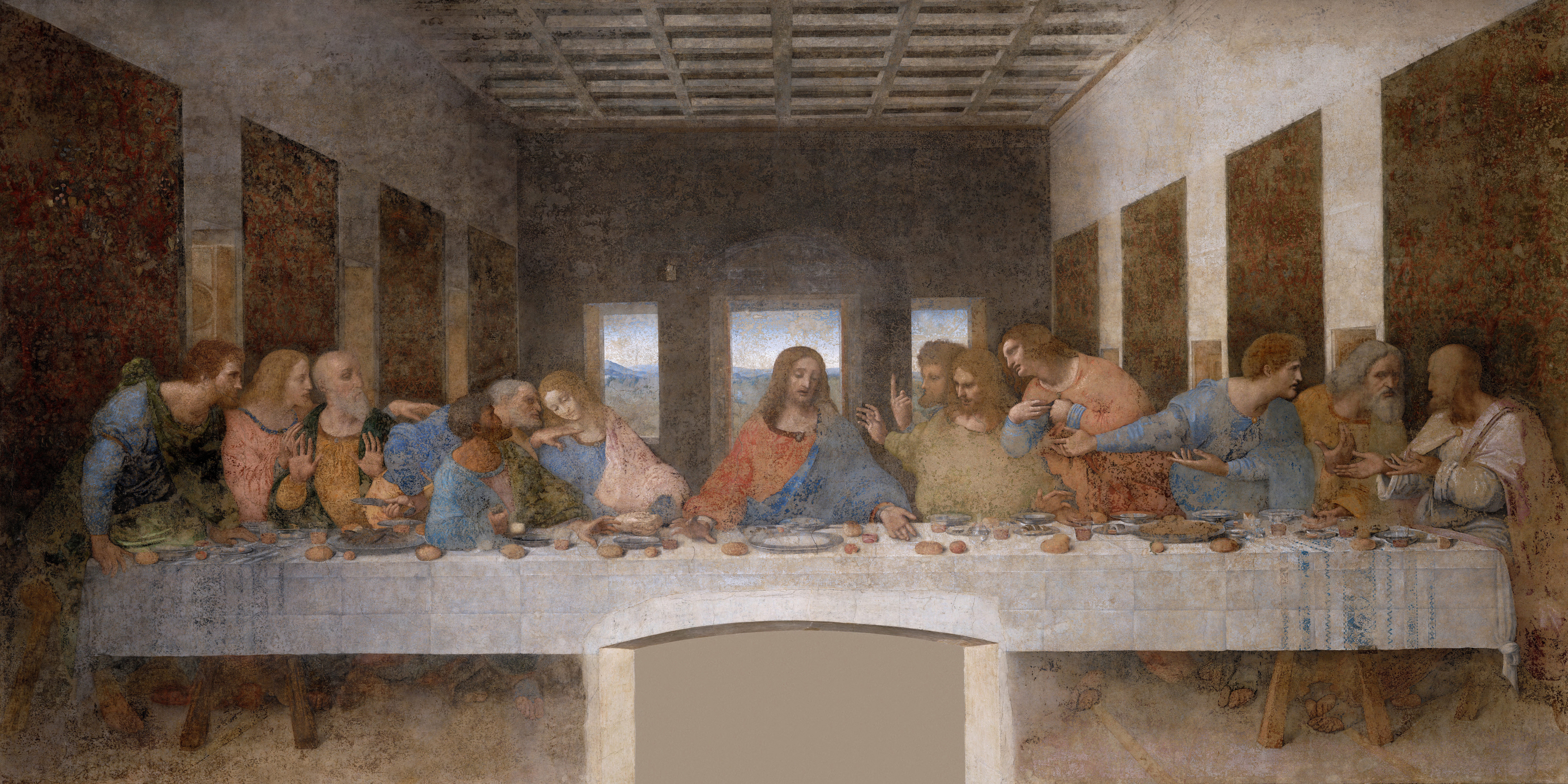
La última cena.